# Sui Gaofei
Sui Gaofei (chinesisch 隋高飞, Pinyin Suí Gāofēi; * 19. April 2001 in Dandong) ist ein chinesischer Leichtathlet, der sich auf den Sprint spezialisiert hat.

## Sportliche Laufbahn
Erste internationale Erfahrungen sammelte Sui Gaofei im Jahr 2023, als er bei den World University Games in Chengdu mit 20,78 s im Halbfinale im 200-Meter-Lauf ausschied und der chinesischen 4-mal-100-Meter-Staffel zum Finaleinzug verhalf und damit zum Gewinn der Goldmedaille beitrug. Anschließend schied er bei den Asienspielen in Hangzhou mit 21,04 s im Semifinale über 200 Meter aus.
2019 wurde Sui chinesischer Meister im 200-Meter-Lauf sowie in der 4-mal-200-Meter-Staffel.

## Persönliche Bestzeiten
- 100 Meter: 10,27 s (+0,7 m/s), 27. Juni 2023 in Shenyang
  - 60 Meter (Halle): 6,79 s, 17. März 2021 in Jinan
- 200 Meter: 20,59 s (−0,1 m/s), 22. September 2021 in Xi’an